# Вольлебен, Ральф
Ральф Вольле́бен (нем. Ralf Wohlleben; род. 27 февраля 1975 года, Йена, ГДР) — немецкий неонацист, предполагаемый сторонник праворадикальной террористической группировки «Национал-социалистическое подполье», бывший заместитель председателя партийной организации Национал-демократической партии Германии в Тюрингии (2002-2008) и бывший председатель партийной организации НДПГ в Йене (1999-2008). Является одним из ведущих неонацистов в Тюрингии .
29 ноября 2011 года Ральф Вольлебен был арестован по подозрению к причастности к группировке «Национал-социалистическое подполье» (NSU), в причастности к шести убийствам, совершенным NSU, а также к одному покушению на убийство.
6 мая 2013 года в Высшем земельном суде в Мюнхене начался судебный процесс по делу NSU. Перед судом предстал и Вольлебен, который обвиняется в соучастии в преступлениях группировки «Национал-социалистическое подполье».
11 июля 2018 года Верховный суд земли Бавария вынес приговор пяти подсудимым. Ральф Воллебен получил десять лет лишения свободы.